# Pół Ciebie, pół mnie. Piosenki o miłości
Pół Ciebie, pół mnie. Piosenki o miłości – trzeci album kompilacyjny polskiej piosenkarki Danuty Stankiewicz wydany w 2013 roku nakładem wytwórni Fan Media.

## Lista utworów
1. Pół ciebie, pół mnie (Janusz Sent - Jacek Korczakowski)
2. Nadchodzi świt (Ryszard Szeremeta - Anna Warecka)
3. Dzisiaj jestem z miasta (Leonid Derbieniew - Jacek Korczakowski)
4. Jesienią nie lubię być sama (Jerzy Suchocki - Jacek Bukowski)
5. Bądź całym światem (Stanisław Rososiński - Leon Sęk)
6. To nic, że noc (Jerzy Rybiński - Józef A. Grochowina)
7. Osądź się sam (Jerzy Rybiński - Andrzej Mogielnicki)
8. Nie bój się deszczu (Adam Skorupka - Anna Warecka)
9. Świata dom (Adam Skorupka - Anna Warecka)
10. A jednak czasem mi żal (Marian Zimiński - Janusz Kondratowicz, Anna Gmitrzuk)
11. Zielona koniczyna (Krystyna Kwiatkowska-Marczyk - Anna Przemyska)
12. A tu jesień (Henryk Wojciechowski - Stanisław Pensyk)
13. Marzeniem po niebie (Mikołaj Hertel - Jacek Bukowski)

## Charakterystyka albumu
Album Pół Ciebie, pół mnie. Piosenki o miłości to kompilacja nagrań Danuty Stankiewicz z lat 70. i 80. XX wieku, oraz jedna piosenka nagrana w 2006. Na płycie umieszczono trzy piosenki z pierwszej płyty artystki, singiel Zielona koniczyna wydany wcześniej wyłącznie na nośniku pocztówki dźwiękowej w 1978 roku, oraz niepublikowane przedtem nagrania radiowe (z wyjątkiem piosenek Dzisiaj jestem z miasta, oraz To nic, że noc wydanych w 2006 roku na płycie The Best – Danqa). Album oryginalnie ukazał się w formie płyty kompaktowej (Fan Media FMCD 0074), wydanej jako osobne wydawnictwo z dziewięcio płytowego box setu Danqa wydanego w 2012.

## Muzycy
- Danuta Stankiewicz – śpiew
- Zespół wokalny FART – chórki (11)
- Orkiestra Rozrywkowa Polskiego Radia i Telewizji w Katowicach – akompaniament (6,8,9)
- Orkiestra Rozrywkowa Polskiego Radia i Telewizji w Łodzi – akompaniament (13)
- Zespół Instrumentalny Ryszarda Borowskiego – akompaniament (10)
- Zespół Instrumentalny Stanisława Fiałkowskiego – akompaniament (1)
- Zespół Instrumentalny Wojciecha Kacperskiego – akompaniament (5)
- Zespół Instrumentalny Tadeusza Klimondy – akompaniament (3)
- Zespół Instrumentalny Janusza Piątkowskiego – akompaniament (11)
- Zespół Instrumentalny Ryszarda Szeremety – akompaniament (2)
- Zespół Instrumentalny Jerzego Suchockiego – akompaniament (4)
- Zespół Instrumentalny Henryka Wojciechowskiego – akompaniament (12)
- Zespół Rozrywkowy Rozgłośni Opolskiej – akompaniament (7)

## Realizatorzy
- Grafika na okładce – zespół Fan Media
- Projekt graficzny – zespół Fan Media